# Französische Meisterschaften im Skispringen 2022
Die französischen Meisterschaften im Skispringen 2022 fanden am 1. und 2. April in Prémanon auf der Normalschanze Les Tuffes statt. Die Wettkämpfe waren der Abschluss der Saison 2021/22, in der nur zwei Frauen Weltcup-Punkte gewinnen konnten. Französische Meister wurden Joséphine Pagnier und Enzo Milesi. Im Teamspringen setzte sich Jura durch. Die Mannschaft setzte sich aus den drei Nordischen Kombinierern Mattéo Baud, Marco Heinis und Laurent Muhlethaler sowie Joséphine Pagnier zusammen. Damit gehörte kein männlicher Spezialspringer zum Siegerteam.

## Austragungsort
| \| Prémanon \| |
| Prémanon       |

| Prémanon |

## Ergebnisse

### Frauen
Für die französischen Meisterschaften der Frauen am 2. April 2022 waren zwölf Athletinnen gemeldet, die alle in die Wertung kamen. Titelverteidigerin Joséphine Pagnier gewann ihren vierten Meistertitel in Folge. Sie lag bereits nach dem ersten Durchgang in Führung, ehe sie in ihrem zweiten Sprung mit einem Satz von 122,5 Metern die Bestweite erzielte. Die Medaillengewinnerin bei Weltmeisterschaften und Olympischen Spielen, Coline Mattel, nahm ebenfalls am Wettkampf teil, obwohl sie im März 2018 ihre aktive Karriere beendet hatte. Es war ferner der letzte Wettkampf von Océane Avocat Gros, die im Mai zurücktreten sollte. Der erste Durchgang wurde aus Startluke 14, der Finaldurchgang aus Startluke 15 abgehalten.
| Platz | Name                | Verein         | Weite 1 | Weite 2 | Punkte |
| ----- | ------------------- | -------------- | ------- | ------- | ------ |
| 01.   | Joséphine Pagnier   | RC Chaux-Neuve | 086,0 m | 086,5 m | 244,0  |
| 02.   | Julia Clair         | SC Xonrupt     | 083,5 m | 080,5 m | 228,5  |
| 03.   | Lilou Zepchi-Ducrot | CS Courchevel  | 080,0 m | 082,5 m | 217,5  |
| 04.   | Océane Avocat Gros  | ASPTT Annema   | 074,0 m | 078,5 m | 201,0  |
| 05.   | Coline Mattel       | SC Contamine   | 064,5 m | 071,5 m | 168,5  |
| 06.   | Emma Chervet        | CS Chamonix    | 066,5 m | 068,0 m | 162,5  |

### Männer
Für die französischen Meisterschaften der Männer waren 47 Athleten gemeldet, doch gingen deren drei nicht an den Start. Der Wettkampf wurde aus den Startluken 11 und 12 abgehalten. Enzo Milesi erzielte im ersten Durchgang die Bestweite und sicherte sich schließlich seinen ersten Meistertitel.
| Platz | Name                | Verein            | Weite 1 | Weite 2 | Punkte |
| ----- | ------------------- | ----------------- | ------- | ------- | ------ |
| 01.   | Enzo Milesi         | SC Nancéen        | 092,0 m | 091,5 m | 268,7  |
| 02.   | Laurent Muhlethaler | Prémanon SC       | 087,5 m | 091,5 m | 262,7  |
| 03.   | Alessandro Batby    | CS Courchevel     | 089,5 m | 091,0 m | 261,7  |
| 04.   | Mathis Contamine    | CS Courchevel     | 088,0 m | 089,0 m | 255,2  |
| 05.   | Mattéo Baud         | Olympic Mont D’Or | 087,5 m | 091,0 m | 252,2  |

### Team
Zu Beginn der Meisterschaften am 1. April fand das Teamspringen statt, bei dem nicht nur reine Männer-Teams, sondern vereinzelt auch gemischte Teams aus Männern und Frauen antraten. Insgesamt waren 15 Teams gemeldet, die alle in die Wertung kamen. Es gewann das Team Jura I den Titel. Grundlage hierfür war bereits der erste Sprung von Mattéo Baud, der mit 93,5 Metern den weitesten Satz des Tages darstellte und Jura direkt in Führung brachte.
| Platz | Team         | Namen                                                                   | Punkte                  | Gesamt |
| ----- | ------------ | ----------------------------------------------------------------------- | ----------------------- | ------ |
| 01.   | Jura I       | Mattéo Baud Joséphine Pagnier Marco Heinis Laurent Muhlethaler          | 264,0 199,0 261,0 263,2 | 987,2  |
| 02.   | Savoie I     | Jonathan Learoyd Valentin Foubert Alessandro Batby Mathis Contamine     | 216,0 232,0 244,5 258,2 | 950,7  |
| 03.   | Mont Blanc I | Jules Chervet Julien Gay Ari Repellin Enzo Milesi                       | 199,5 214,5 223,5 262,2 | 899,7  |
| 04.   | Vosges       | Julia Clair Tom Rochat Louison Derexel Antoine Gérard                   | 178,0 189,5 154,5 235,7 | 757,7  |
| 05.   | Savoie II    | Louis Learoyd Sebastien Woodbridge Lilou Zepchi-Ducrot Faustin Moureaux | 183,5 188,5 154,5 213,2 | 739,7  |